# Eugen von Knilling
Eugen Ritter von Knilling (Múnich, 1 de agosto de 1856 - ibidem, 20 de octubre de 1927) fue el ministro presidente de Baviera de 1922 a 1924.
Knilling nació en 1856 en Múnich. Estudió Derecho en la Universidad de Múnich. De 1912 a 1918 se desempeñó como ministro de Educación de Baviera. De 1920 a 1922, fue miembro del Parlamento Regional Bávaro en representación del Partido Popular Bávaro (BVP). Fue nombrado ministro presidente de Baviera  en 1922.
En septiembre de 1923, luego de un período de agitación, Knilling declaró la ley marcial nombrando a Gustav von Kahr como comisario del Estado con poderes casi dictatoriales. Rudolf Hess lo tomó prisionero durante el Putsch de Múnich de 1923. En 1924 renunció, exasperado con la política, y regresó a un puesto de servicio civil.
Knilling murió en Múnich en 1927 a la edad de setenta y un años.